# Tierps köping
Denna artikel handlar om den tidigare kommunen Tierps köping. För orten se Tierp, för dagens kommun, se Tierps kommun.
Tierps köping var en tidigare kommun i Uppsala län. 

## Administrativ historik
Tierps köping bildades 1920 genom en utbrytning ur Tierps landskommun, där Tierps municipalsamhälle inrättats 3 augusti 1888. 1952 inkorporerade köpingen Tolfta landskommun och 1971 ombildades köpingen till Tierps kommun.
Köpingen hörde till Tierps församling men överfördes 1962 till Tolfta församling, medan Tierps kyrkby kvarstod i Tierps församling.

## Heraldiskt vapen
Blasonering: I fält av guld en stolpvis ställd kvist med ett uppåtriktat och två hängande humleax, allt grönt.
För Tierps härad föreskrevs redan 1456 ett sigill med humleax. 1954 skapades två vapen med vardera tre humleax, grön botten med guld för landskommunen och tvärtom för köpingen. Efter namnändringen 1971 använde sig Tierps kommun av Tierps köpings vapen. Efter kommunbildningen 1974 ändrades färgen till rött. 

Landskommunvapnet
Kommunvapnet

## Geografi
Tierps köping omfattade den 1 januari 1952 en areal av 126,39 km², varav 125,32 km² land. Efter nymätningar och arealberäkningar färdiga den 1 januari 1956 omfattade landskommunen den 1 januari 1961 en areal av 126,49 km², varav 125,99 km² land.

### Tätorter i kommunen 1960
| Tätort     | Folkmängd |
| ---------- | --------- |
| Tierp      | 2 722     |
| Strömsberg | 205       |

Tätortsgraden i kommunen var den 1 november 1960 77,9 procent.

## Politik

### Mandatfördelning i Tierps köping, valen 1938–1966
| 10 | 1 | 1 | 4 | 4 |

| 19 |

| 11 | 1 | 4 | 4 |

| 20 |

| 1 | 11 | 4 | 4 |

| 19 |

| 17 | 3 | 6 | 4 |

| 29 |

| 17 | 3 | 6 | 4 |

| 28 |

| 17 | 4 | 4 | 5 |

| 28 |

| 18 | 4 | 5 | 3 |

| 28 |

| 17 | 5 | 5 | 3 |

| 26 |